# Philippe Wurm
Philippe Wurm, né le 1er mai 1962 à Lugano (Suisse), de nationalité française et naturalisé belge en 1988, est un auteur de bande dessinée.

## Biographie

### Jeunesse
Philippe Wurm naît le 1er mai 1962 de parents français à Lugano en Suisse,. Dès l'adolescence, passionné de bande dessinée, il se fait chasseur de dédicaces. En septembre 1978, à l'instigation de Thierry Tinlot, il devient l'élève d'Eddy Paape,, qui enseigne la bande dessinée à Saint-Luc à Saint-Gilles. Philippe Wurm termine ses humanités et obtient son baccalauréat européen en 1981. Pendant un an, il suivra l'enseignement de La Cambre en 1981. Il suit les cours de croquis du peintre Beauraing. En septembre 1983, il devient élève à l'Académie royale des beaux-arts de Bruxelles dont il sort diplômé en 1987 et qui lui vaut un prix d'excellence remis par la Ville de Bruxelles ainsi qu'un prix du Gouvernement pour ses dessins au fusain.

### Les débuts
Philippe Wurm commence sa carrière en 1983 grâce à sa passion pour le tennis dans la revue Le Monde du tennis avec deux planches mensuelles jusqu'en 1985. Il publie son premier album en juin 1989 : La Fabuleuse Épopée du tennis édité chez Hachette grâce à Didier Pasamonik,. 
En 1989, on découvre sa signature dans Tintin reporter.
En 1990, il fait son entrée à Spirou avec des gags ou courts récits sur des scénarios de Vincent Dugomier ou Sergio Salma ainsi que deux sommaires.
Amateur de romans policiers, Wurm adapte graphiquement en bande dessinée le second tome de la série Nero Wolfe intitulé La Cassette rouge sur un scénario de Jean-Claude De la Royère dans la collection « BDétectives » aux éditions Lefrancq en 1992 à la suite d'André Taymans. Il poursuit avec la série Maigret adaptée des romans de Georges Simenon chez Claude Lefrancq. Il dessine sur des scénarios de Odile Reynaud les deux premiers tomes de cette série Maigret et son mort (1992), Maigret tend un piège (1993) qui lui vaut le prix Avenir 1994 de la Chambre belge des experts en bande dessinée ainsi que le quatrième tome Maigret et la danseuse du Gai Moulin publiés aux éditions Lefrancq - Le Rocher.   

### Avec Stephen Desberg
La rencontre du scénariste Stephen Desberg au festival de bande dessinée de Maisons-Laffitte, édition de 1993, est déterminante, elle est suivie de rencontres à Bruxelles. Ensemble, ils se lancent dans un polar archéologique situé au milieu des années 1920, intitulé Le Lion ailé. Jean-Paul Mougin, rédacteur en chef de la revue mensuelle (À suivre) commence la prépublication en mars 1997 du roman graphique d'apprentissage sur fond des origines du christianisme. Ce one shot, à la suite du rachat de Casterman par Flammarion, est publié en deux tomes : Les Secrets de Karen et Le Lion ailé, tous deux en 1998 avec une mise en couleur de Bruno Marchand et d'en constituer le départ d'une nouvelle série, Le Cercle des sentinelles dont il dessine encore le tome suivant Bienvenue Mister Gandhi qui sera directement publié en album à la suite de l'arrêt de la revue aux éditions Casterman, puis il cessera d'animer graphiquement cette série pour la céder à Henri Reculé qui publiera le dernier tome de ce quadrityptique. 

### Avec Jean Dufaux
Entre 2001 et 2009, il dessine Les Rochester sur des scénarios de Jean Dufaux et une mise en couleur de Bertrand Denoulet. Le premier tome de cette comédie policière L'Affaire Claudius paraît en mai 2001 chez Casterman,. La seconde partie de ce diptyque Claudius ne répond plus paraît dans la collection « Ligne rouge » l'année suivante. La Liste Victoria est le troisième opus de cette série — mais qui peut être lu indépendamment des deux premiers — est publié dans la collection « Repérages » des éditions Dupuis en 2004. Fantômes et Marmelade est publié dans la même collection mais en grand format en 2006 et dans la foulée le cinquième tome Jeunes gens en colère pour lequel Wurm use d'un trait semi réaliste proche de la ligne claire et arrive dans les bacs des libraires en 2007. Le dernier tome que connaît cette série sous cette appellation paraît en 2009 et est intitulé Lilly et le Lord qui bénéficie d'une mise en couleurs par Benoît Bekaert. Cette série cessant d'être publiée par Dupuis, Philippe Wurm dessine pour les éditions Glénat une série dérivée de la précédente, Lady Elza, toujours écrite par Dufaux. Le premier tome Excentric Club, paraît dans la collection « Grafica » en 2011 et le second La Vente Coco Brown en février 2014.
Ensemble, ils participent au projet de reprise de la série Blake et Mortimer — qu'il connaît parfaitement, l'ayant lue dans sa jeunesse et grand admirateur de Jacobs — pour lesquels ils présentent un épisode et dont Wurm réalise trois planches, soumises à l’éditeur Yves Schlirf des éditions Blake et Mortimer dès juillet 2009 et refusées par celui-ci en septembre 2009, puis montrées ultérieurement sur Internet sur le blog du coloriste Benoît Bekaert. Ce projet initial est à la base de L'Onde Septimus illustré par Antoine Aubin se voulant déjà être une suite de La Marque jaune. Philippe Wurm reprend ces personnages emblématiques pour sa carte de vœux 2013 reprenant dont Philippe Tomblaine.
Quand il ne dessine pas, Wurm mène des entretiens avec des auteurs renommés de la bande dessinée franco-belge que sont Dodier (2002), Servais (2002), Walthéry (2004), Berthet et Yann (2004), Pellerin (2005), Macherot (2005) et Mézières avec Christin (2006) en compagnie d'André Taymans et de l'éditeur Stephan Caluwaerts qui sont collationnés dans des monographies publiées dans la collection « À propos » des éditions À propos.

### Avec François Rivière
En novembre 2021, il publie une biographie dessinée d'Edgar P. Jacobs Edgar P. Jacobs : Le Rêveur d'apocalypses sur un scénario de François Rivière — connaisseur de l'œuvre du maître dont il a déjà écrit une biographie La Damnation d'Edgar P. Jacobs avec Benoît Mouchart (Seuil, 2003) — et lui rend ainsi hommage chez Glénat,. Cet album lui vaut le Prix Historia 2022 partagé avec François Rivière.

### Autres activités
Wurm expose ses travaux à la Galerie Ziggourat de Bruxelles pour Le Lion ailé (1998) et Les Rochester (2001) puis à Paris à la librairie Boulevard des Bulles avec Les Rochester de Wurm (2006), il rend hommage à Jean Dufaux avec l'exposition collective Jean Dufaux, les mots derrière l’image à Reims de la même année. Au Centre belge de la bande dessinée, une exposition Lady Elsa se tient tant physiquement que virtuellement sur le site du musée en mai 2020 pendant le confinement dû à l'épidémie de Covid-19 et c'est aux cimaises de la Galerie Champaka de Bruxelles qu'il monte Philippe Wurm - Edgar P. Jacobs - Le Rêveur d’apocalypses en 2022.
Son intérêt pour la théorisation de la bande dessinée l'amène à collaborer aux Cahiers de la bande dessinée avec notamment un article sur Daniel Goossens Des volumes et des plis en 1985, à la collection « À propos » ou encore à la revue Degrés — revue trimestrielle de synthèse à orientation sémiologique de l'ULB, tout comme il donne une conférence dans cette même université Le gros plan dans la ligne claire en novembre 2011. 
Il participe à un débat autour d’Yves Chaland Grandes Cases du Jeune Albert avec Éric Verhoest, Didier Pasamonik, dans le cadre des Rencontres Chaland 2012 à Nérac.
Il commente également régulièrement les articles parus sur le site d'information ActuaBD,,,.
En termes d'influences, Wurm s’inspire grandement des maîtres classiques (Franquin, E. P. Jacobs), sans oublier Goossens et Chaland. Il admire Peyo et Hergé pour leur génie narratif ainsi que Goscinny et Charlier du point de vue scénario. Il cite volontiers aussi d’autres auteurs qui lui sont chers comme Beuriot, Bodart, Caniff, Giardino, Giraud-Moebius, Jijé, Juillard, Mignola, Jacques Martin, Morris, Muñoz, Raymond, Sickles, Tardi et Tillieux. 
Parallèlement, il enseigne la bande dessinée et l'illustration en cours du soir à l’Académie Constantin Meunier à Etterbeek depuis 1996,.

### Vie privée
Philippe Wurm est marié et a deux enfants, dont l'auteur-compositeur-interprète Phorin. Il demeure à Sterrebeek près de l'aéroport de Bruxelles-National (Zaventem).

## Œuvres

### Artbooks
- Carnet de croquis pour l'affaire Claudius[74], Point Image, Bruxelles, 2001
Scénario : Jean Dufaux - Dessin : Philippe Wurm - Couleurs : noir et blanc -  (ISBN 2-930110-59-7)

### Monographies
- Alain Dodier (créateur), Philippe Wurm (contributeur), André Taymans (contributeur) et Stephan Caluwaerts (contributeur, éditeur), À propos de Jérôme K.J. Bloche, Incourt, Éditions À Propos, coll. « À Propos, no 8 », 2002, 64 p., ill. ; noir et blanc ; 19 cm (ISBN 2-930348-03-8, OCLC 1009748195)
- Jean Dufaux (entretien avec Stephan Caluwaerts, André Taymans et Philippe Wurm), Jean Dufaux à propos de Jessica Blandy, Éditions À Propos, coll. « À propos » no 9, novembre 2002,  (ISBN 2-930348-04-6) (OCLC 1010100675)[75].
- Jean-Claude Servais (créateur), André Taymans (contributeur), Philippe Wurm (contributeur) et Stephan Caluwaerts (contributeur), À Propos de Tendre Violette[76], Incourt, Éditions À Propos, coll. « À Propos, no 10 », 2002, 64 p., ill. ; noir et blanc ; 19 cm (ISBN 2-930348-05-4, OCLC 1010101553)
- François Walthéry (entretien avec Stephan Caluwaerts, André Taymans et Philippe Wurm), François Walthéry à propos de Natacha, Éditions À Propos, coll. « À propos » no 12, mars 2004,  (ISBN 2-930348-11-9) (OCLC 841630361)[77],[78].
- Philippe Berthet (Dessinateur), Yann (Scénariste), Philippe Wurm (contributeur), André Taymans (contributeur) et Stephan Caluwaerts (contributeur), À propos de Yoni[79],[80], Incourt, Éditions À Propos, coll. « À Propos, no 13 », 2004, 64 p., ill. ; noir et blanc ; 19 cm (ISBN 2-930348-08-9)
- Patrice Pellerin (Créateur), Stephan Caluwaerts (contributeur) et Philippe Wurm (contributeur), À propos de l'Épervier[81],[82], Incourt, Éditions À Propos, coll. « À Propos, no 15 », 2005, 64 p., ill. ; noir et blanc ; 19 cm (ISBN 2-930348-14-3)
- Raymond Macherot (Créateur), Philippe Wurm (Auteur), Stephan Caluwaerts (Auteur) et André Taymans (Contributeur), À propos de Raymond Macherot : Le Chant du pirate[83], Incourt, Éditions À Propos, coll. « À Propos » (no 16), 2005, 96 p., ill. ; noir et blanc ; 19 cm (ISBN 9782930348155 et 2930348151, OCLC 1346693185)
- Jean-Claude Mézières (créateur), Pierre Christin (créateur), Philippe Wurm (contributeur) et Jean-Pierre Willems (contributeur), À propos de Valérian, Incourt, Éditions À Propos, coll. « À Propos » (no 17), 2006, 63 p., ill. ; noir et blanc ; 19 cm (ISBN 9782930348193 et 2930348194, OCLC 931795320).

### Documentaire
- Jean-Claude Servais (créateur), André Taymans (contributeur), Philippe Wurm (contributeur) et Stephan Caluwaerts (contributeur), À Propos de Tendre Violette[84] : Dossier de presse, Tournai, Casterman, coll. « À Propos », 2002, 55 p., ill. ; noir et blanc ; 19 cmÉdition spéciale pour la presse.

### Essais
- Philippe Wurm, Gilles Ménagaldo (dir.) et Maryse Ducreu-Petit (dir.), « La Comète de Carthage ou la ligne noire effacée », dans Gilles Menegaldo (dir.) et Maryse Ducreu-Petit (dir.) ; Centre culturel international de Cerisy-la-Salle, Le goût du noir dans la fiction policière contemporaine : littérature et arts de l'image, Rennes, Presses universitaires de Rennes, coll. « Interférence (Rennes) », 2021, 395 p., ill. ; 21 cm (ISBN 9782753582576 et 2-7535-8257-2, OCLC 1269499421), p. 347-365. .

### Para-BD
À l'occasion, Philippe Wurm réalise des sketchbooks, portfolios, ex-libris, cartes ou cartons, marque-pages, étiquettes de vin et participe à des calendriers.

### Hommages rendus
En 1989, dans le no 33 de Tintin, il réalise une planche en hommage à Hergé et en 2006, il lui rend à nouveau hommage dans Vol 714 pour Disney avec les frères Rapetou emmenant Tintin, le Capitaine Haddock et le professeur Tournesol dans un bunker ainsi qu'avec Rastatopopoulos chassant Mickey Mouse avec sa cravache. Pour la troisième vente de la maison de ventes aux enchères Banque dessinée du 5 mars 2006, il réalise la couverture du catalogue qui est un hommage à la bande dessinée franco-belge. Il rend hommage à Yves Chaland avec Portrait de l’artiste en août 2008.
Lors du décès de Tibet, il rend hommage à ce dernier avec un Ric Hochet vieilli lisant un album de Jean Valhardi dans dBD no 40 de février 2010. Il rend hommage à Jijé avec la couverture de Valhardi contre le Soleil Noir à la Maison de la Bande Dessinée du 10 novembre 2010 au 8 avril 2011.

### Expositions

#### Expositions individuelles
- Le Lion ailé, Galerie Ziggourat, Bruxelles du 17 avril au 5 mai 1998[37] ;
- Les Rochester, Galerie Ziggourat, Bruxelles du 14 avril au 29 septembre 2001[37] ;
- Les Rochester de Wurm (Paris), à la librairie Boulevard des Bulles du 1er septembre 2006 au 30 septembre 2006[38] ;
- Lady Elza, Centre belge de la bande dessinée, Bruxelles, mai 2020[39] ;
- Philippe Wurm - Edgar P. Jacobs - Le Rêveur d’apocalypses, Galerie Champaka, Bruxelles du 6 au 29 janvier 2022[40].

#### Expositions collectives
- Jean Dufaux, les mots derrière l’image, bibliothèque municipale de Reims en collaboration avec les éditions Dargaud du 7 novembre 2006 au 13 janvier 2007[96].
- Apocalypse. Hier et demain[97], Bibliothèque nationale de France, sous le commissariat général de Jeanne Brun du 4 février au 8 juin 2025.

### Conférences
- Coup de cœur - Débat autour d’Yves Chaland Grandes Cases du Jeune Albert par Éric Verhoest partenaire Galeriste et éditeur de l’exposition avec Didier Pasamonik journaliste et Philippe Wurm dessinateur, dans le cadre des Rencontres Chaland 2012 à Nérac au Cinéma le Margot le dimanche 9 octobre 2012[43].

## Réception

### Prix et distinctions
- 1993 :  prix Avenir de la Chambre belge des experts en bande dessinée pour Maigret tome 2, Maigret tend un piège[7] ;
- 2022 :  prix Historia de la bande dessinée pour Edgar P. Jacobs. Le rêveur d’apocalypses[36].

### Postérité
Selon Patrick Gaumer, « Philippe Wurm signe une œuvre d'une grande qualité graphique, claire et lisible. »